# Liste des épisodes de Dexter
La liste des épisodes de Dexter, série télévisée américaine, est constituée de cent six épisodes au total. Chaque saison est composée de douze épisodes. Ils sont classés par ordre chronologique (en dehors de la web-série), correspondant au déroulement de l'histoire de la série.

## Première saison (2006)
Note : Ayant bénéficié d'une diffusion sur deux chaînes différentes (Canal+ puis TF1) en France, certains titres français sont différents. Ils sont précisés en second le cas échéant.
1. Dexter / Deux en un (Dexter)
2. Les Larmes du crocodile (Crocodile)
3. Ouverture du score / La Toute première fois (Popping Cherry)
4. Bout à bout (Let's Give the Boy a Hand)
5. Le Rêve américain (Love American Style)
6. Retour à l’envoyeur (Return to Sender)
7. Ça reste entre nous (Circle of Friends)
8. Démystification (Shrink Wrap)
9. Au nom du père (Father Knows Best)
10. Chambre 103 (Seeing Red)
11. Tout se dit (Truth Be Told)
12. Home Sweet Home / Réunion de famille (Born Free)

## Deuxième saison (2007)
Note : Ayant bénéficié d'une diffusion sur deux chaînes différentes (Canal+ puis TF1) en France, certains titres français sont différents. Ils sont précisés en second le cas échéant.
1. L’Ombre d'un doute (It's Alive!)
2. Faire le deuil (Waiting to Exhale)
3. Mensonges et Conséquences (An Inconvenient Lie)
4. Transparence / Pierres qui roulent (See-Through)
5. Ami ou Ennemi ? / Le Mystérieux défenseur (The Dark Defender)
6. Dex, Mensonges et Vidéo (Dex, Lies and Videotape)
7. Allumez le feu (That Night a Forest Grew)
8. L’étau se resserre / À l’aube d’un nouveau jour (Morning Comes)
9. Trophées / Toute résistance est vaine (Resistance Is Futile)
10. Harry dans tous ses états / Harry à tout prix (There's Something About Harry)
11. Droit devant (Left Turn Ahead)
12. Âme sœur (The British Invasion)

## Troisième saison (2008)
1. Notre Père (Our Father)
2. À la recherche de Freebo (Finding Freebo)
3. Prédateurs (The Lion Sleeps Tonight)
4. Jeu de rôle (All in the Family)
5. L’Appel du large (Turning Biminese)
6. Vouloir, c'est pouvoir (Sí Se Puede)
7. C’est du gâteau (Easy as Pie)
8. L’Effet papillon (The Damage a Man Can Do)
9. À propos d'hier soir / Tous en scène  (About Last Night)
10. Options (Go Your Own Way)
11. Adios, amigo (I Had a Dream)
12. Demain, je me marie (Do You Take Dexter Morgan?)

## Quatrième saison (2009)
Note : Ayant bénéficié d'une diffusion sur deux chaînes différentes (Canal+ puis TF1) en France, certains titres français sont différents. Ils sont précisés en second le cas échéant.
1. Morphée contre Trinité (Living the Dream)
2. Et les restes, alors ? (Remains to Be Seen)
3. Aveuglé par la lumière (Blinded by the Light)
4. Un peu de liberté ! (Dex Takes a Holiday)
5. Inspecteur Harry (Dirty Harry)
6. Les Charpentiers du cœur (If I Had a Hammer)
7. L'Étale (Slack Tide)
8. Tueurs en vadrouille (Road Kill)
9. L'Affamé / Le Bouclier humain (Hungry Man)
10. Les Innocents / La 4e victime (Lost Boys)
11. Enchanté, Dexter Morgan ! (Hello, Dexter Morgan)
12. Guet-Apens / Nés dans le sang (The Getaway)

## Webisodes (2009-2010)
Ces webisodes, composée de trois saisons et vingt-quatre épisodes, tiennent lieu de prologue à la première saison. Ils ont été diffusés à partir du 25 octobre 2009 sur le site de la chaîne Showtime.

## Cinquième saison (2010)
La cinquième saison a été diffusée du 26 septembre 2010 au 12 décembre 2010 sur Showtime, aux États-Unis.
Note : Ayant bénéficié d'une diffusion sur deux chaînes différentes (Canal+ puis TF1) en France, certains titres français sont différents. Ils sont précisés en second le cas échéant.
1. Ma faute (My Bad)
2. Santa Muerte (Hello, Bandit)
3. Serial grilleur / Reprendre la routine (Practically Perfect)
4. Une question de confiance (Beauty and the Beast)
5. Horus / La Première Goutte de sang (First Blood)
6. Cloisonnement / Tout cloisonner (Everything Is Illumenated)
7. Sainte Brigitte / Les Filles des barils (Circle Us)
8. Tic tac, tic tac / Instinct primal (Take It)
9. Crise d’ado / Appel au secours (Teenage Wasteland)
10. Numéro 13 (In the Beginning)
11. L’Appât / Les Justiciers amoureux (Hop a Freighter)
12. Sa Dextérité / Quand tout est fini (The Big One)

## Sixième saison (2011)
Le 3 décembre 2010, la série a été renouvelée pour une sixième saison. Elle a été diffusée du 2 octobre 2011 au 18 décembre 2011 sur Showtime, aux États-Unis.
Note : Ayant bénéficié d'une diffusion sur deux chaînes différentes (Canal+ puis TF1) en France, certains titres français sont différents. Ils sont précisés en second le cas échéant.
1. Ces choses-là (Those Kinds of Things)
2. Il était une fois... (Once Upon a Time…)
3. Cours après moi shérif / La Petite Souris (Smokey and the Bandit)
4. Les Chevaux de l’apocalypse / Le Jugement dernier (A Horse of a Different Color)
5. L’Ange des ténèbres (The Angel of Death)
6. Lâcher prise (Just Let Go)
7. Virée entre frères (Nebraska)
8. La Putain de Babylone / Péché par omission (Sins of Omission)
9. Les Coupes de la colère (Get Gellar)
10. Le Châtiment (Ricochet Rabbit)
11. Le Lac de l'enfer / Le Lac de feu (Talk to the Hand)
12. La Fin d'un monde (This is the Way the World Ends)

Source des titres FR

## Septième saison (2012)
Le 18 novembre 2011, Showtime a annoncé le renouvellement de la série pour deux saisons supplémentaires soit une septième et huitième saison. Elle a été diffusée du 30 septembre 2012 au 16 décembre 2012 sur Showtime, aux États-Unis.
1. Es-tu un… ? (Are You…?)
2. Le code a changé (Sunshine and Frosty Swirl)
3. À tombeau ouvert (Buck the System)
4. La Fin du minotaure (Run)
5. En eaux profondes (Swim Deep)
6. Je t'aime moi non plus (Do the Wrong Thing)
7. Alchimie (Chemistry)
8. Le cœur a ses raisons (Argentina)
9. Repose en mer (Helter Skelter)
10. Le Cavalier noir (The Dark… Whatever)
11. Lendemain de fête (Do You See What I See)
12. Le Début de la fin (Surprise, Motherfucker!)

Source des titres originaux
 Source des titres FR

## Huitième saison (2013)
Cette huitième saison a été diffusée du 30 juin 2013 au 22 septembre 2013 sur Showtime, aux États-Unis.
1. La Neuro-psychopathe (A Beautiful Day)
2. Vous êtes parfait (Every Silver Lining)
3. Ce qui ronge Dexter Morgan (What's Eating Dexter Morgan?)
4. Cicatrices (Scar Tissue)
5. En famille (This Little Piggy)
6. Après mûres réflexions… (A Little Reflection)
7. T'es où ? (Dress Code)
8. Y sommes-nous ? (Are We There Yet?)
9. Toute la musique que j'aime (Make Your Own Kind of Music)
10. Adieu Miami (Goodbye, Miami)
11. De l'ombre à la lumière (Monkey in a Box)
12. Un seul être vous manque (Remember the Monsters?)

Source des titres originaux
 Source des titres FR

## Neuvième saison (2021)
Cette neuvième saison a été diffusée du 7 novembre 2021 au 9 janvier 2022.
1. Vague de froid (Cold Snap)
2. Putain d’ouragan (Storm of Fuck)
3. Signaux de fumée (Smoke Signals)
4. H pour héros (H is for Hero)
5. Fugitif (Runaway)
6. Trop de sandwichs au thon (Too Many Tuna Sandwiches)
7. La Peau de ses dents (Skin of Her Teeth)
8. Le Grand jeu (Unfair Game)
9. Entreprise familiale (The Family Business)
10. Péchés du père (Sins of the Father)